# Portugal en los Juegos Olímpicos de Amberes 1920
Portugal estuvo representado en los Juegos Olímpicos de Amberes 1920 por un total de 13 deportistas que compitieron en 2 deportes.  
El equipo olímpico portugués no obtuvo ninguna medalla en estos Juegos.